# 主徒会
主徒會（拉丁語：Congregatio Discipulorum Domini，簡稱）是天主教男性修會，也是中國的第一個本土修會。由剛恆毅創辦於河北宣化，後因國共內戰被迫撤出中國大陸。現今其主要服務全球華人地區的天主教會，總會院則設於臺北陽明山山仔后。

## 歷史
1922年，義大利籍的剛恆毅總主教出任首任駐華宗座代表。剛恆毅赴任之時，即洞悉中國為文化古國；他因此認為欲發揮福傳功能得在思想上先讓當地大眾心服。當時，中國多個在地天主教會雖歷史悠久，但主事者皆非當地人；他認為此乃天主教會在中國無法落地生根之主因。於是，剛恆毅於1927年開始從事主徒會之創辦事業。1927年，剛恆毅在宣化城外購置一片溪畔的谷地，並在其上興築一組中國式建築，以準備據此創立中國神職修會培育本土神職人員；日後，當地成為主徒會母院愛瑪塢會院之所在地。同年1月4日，教廷批准成立主徒會，並邀請西班牙贖世主會傳教團前往協助成立事宜；隨後，主徒會在宣化代牧區正式成立，以文化傳教為使命，並奉「宗徒之后」榮福童貞聖母為修會主保。
1948年，中國共產黨因國共內戰逐漸領有整個中國大陸，修院被迫解散；同時，多位會士被逮捕或遇害。1949年，主徒會將總會院遷往臺灣臺北，並在總會長郭若石總主教所主持之臺北總教區從事福傳工作，也到高雄、基隆興建聖堂。1950年代，主徒會將恆毅中學復校於臺北縣新莊鎮（今新北市新莊區），並興辦臺灣首份公教刊物《恆毅雙月刊》。
此後，由於無法在中國大陸進行傳教工作，主徒會主要以臺灣及海外華人教友為服務對象；該會選派會士先後至印尼和馬來西亞創辦學校和聖堂，其服務區域遍布臺灣、馬來西亞、印度尼西亞、新加坡、加拿大、美國等地。
1989年，會士裴尚德被教宗若望保祿二世擢升為北平總教區正權總主教。
2006年3月22日，會士姜明遠於聖油彌撒中就職繼任為趙縣教區主教。
因成立之初的會士均為華裔，2010年，主徒會全體大會通過決議向所有種族開放。

## 組織
- 總會
  -     - 台北陽明山總會院
    - 恆毅月刊社（页面存档备份，存于）

  - 中華會省
    - 台北陽明山耶穌聖體堂
    - 台北陽明山初學院
    - 台北長安天主堂
    - 台北長安望會院
    - 台北主徒會牧靈中心
    - 新莊恆毅會院
    - 新莊中華諸聖培訓院
    - 高雄左營萬福中華聖母堂
    - 新北市私立恆毅高級中學

  - 馬來西亞會省（页面存档备份，存于）
    - 吉隆坡八打靈溫德馨會院
    - 聖依納爵堂（页面存档备份，存于）
    - 耶穌聖心堂
    - 耶穌聖名堂
    - 芥子福音傳播中心
    - 剛恆毅研究中心
    - 光仁服务中心
    - 小磐石平信徒圣经研读学会
    - 文冬公教青年会
    - 主徒之友生活团
    - 馬六甲培訓院
    - 主徒会伯达尼工作室

  - 印尼會省
    - 坤甸會院
    - 剛恆毅會院
    - 棉蘭會院
    - 初學院
    - 沙威蘭避靜院
    - 巴厘避靜院
    - 聖若瑟中學

  - 新加坡
    - 獅城會院
    - 初學院

  - 加拿大
    - 多倫多會院
    - 曹桂英堂

## 外部連結
- 主徒會總會網站（页面存档备份，存于）
- 主徒會馬來西亞省會網站（页面存档备份，存于）
- 主徒會馬來西亞省會的Facebook專頁
- 主徒會Blog：愛瑪塢的行動者（页面存档备份，存于）
- “恆毅之友”協會（页面存档备份，存于）
- 恆毅雙月刊（页面存档备份，存于）